# Tyranny
Tyranny — третий студийный альбом американской прогрессив-группы Shadow Gallery вышел 22 сентября 1998 года. Tyranny — первый концептуальный альбом коллектива, его сюжет получил продолжение на записи Room V, изданной спустя семь лет, в 2005 году.

## Список композиций
Акт I:
1. «Stiletto in the Sand» — 1:57
2. «War For Sale» — 5:35
3. «Out of Nowhere» — 4:20
4. «Mystery» — 5:42
5. «Hope For Us» — 6:00
6. «Victims» — 5:13
7. «Broken» — 1:54
Акт II:
8. «I Believe» — 8:41
9. «Roads of Thunder» — 6:06
1. «Empowered»
2. «Virus»
3. «Powerless»
10. «Spoken Words» — 4:38
11. «New World Order» — 8:11
12. «Chased» — 4:36
13. «Ghost of a Chance» — 5:19
14. «Christmas Day» — 5:40

## Участники записи

### Shadow Gallery
- Карл Кэдден-Джеймс — бас-гитара, вокал, безладовый бас, флейта
- Брендт Оллман — гитара (электронная и акустическая), вокал
- Крис Инглс — синтезатор, фортепиано
- Гэри Веркамп — фортепиано, гитара, синтезатор, бэк-вокал
- Джо Неволо — ударные, перкуссия
- Майк Бэйкер — лид-вокал

### Приглашённые музыканты
- Джеймс ЛаБри — вокал («I Believe»)
- Лора Ягер — вокал («Spoken Words»)
- Ди Си Купер — вокал («New World Order»)
- Пол Чу — скрипка («Spoken Words» и «New World Order»)